# باشگاه فوتبال رووانیمی پالوسئورا
باشگاه فوتبال رووانیمی پالوسئورا (فنلاندی: Rovaniemen Palloseura) یک باشگاه فوتبال در شهر رووانیمی، فنلاند است.
این باشگاه که در سال ۱۹۵۰ تأسیس شده سابقه دو قهرمانی در جام حذفی فوتبال فنلاند را در کارنامه دارد.